# Coneuplecta calculosa
Coneuplecta calculosa är en snäckart som först beskrevs av Gould 1852.  Coneuplecta calculosa ingår i släktet Coneuplecta och familjen Helicarionidae. Inga underarter finns listade i Catalogue of Life.